# Gerard David

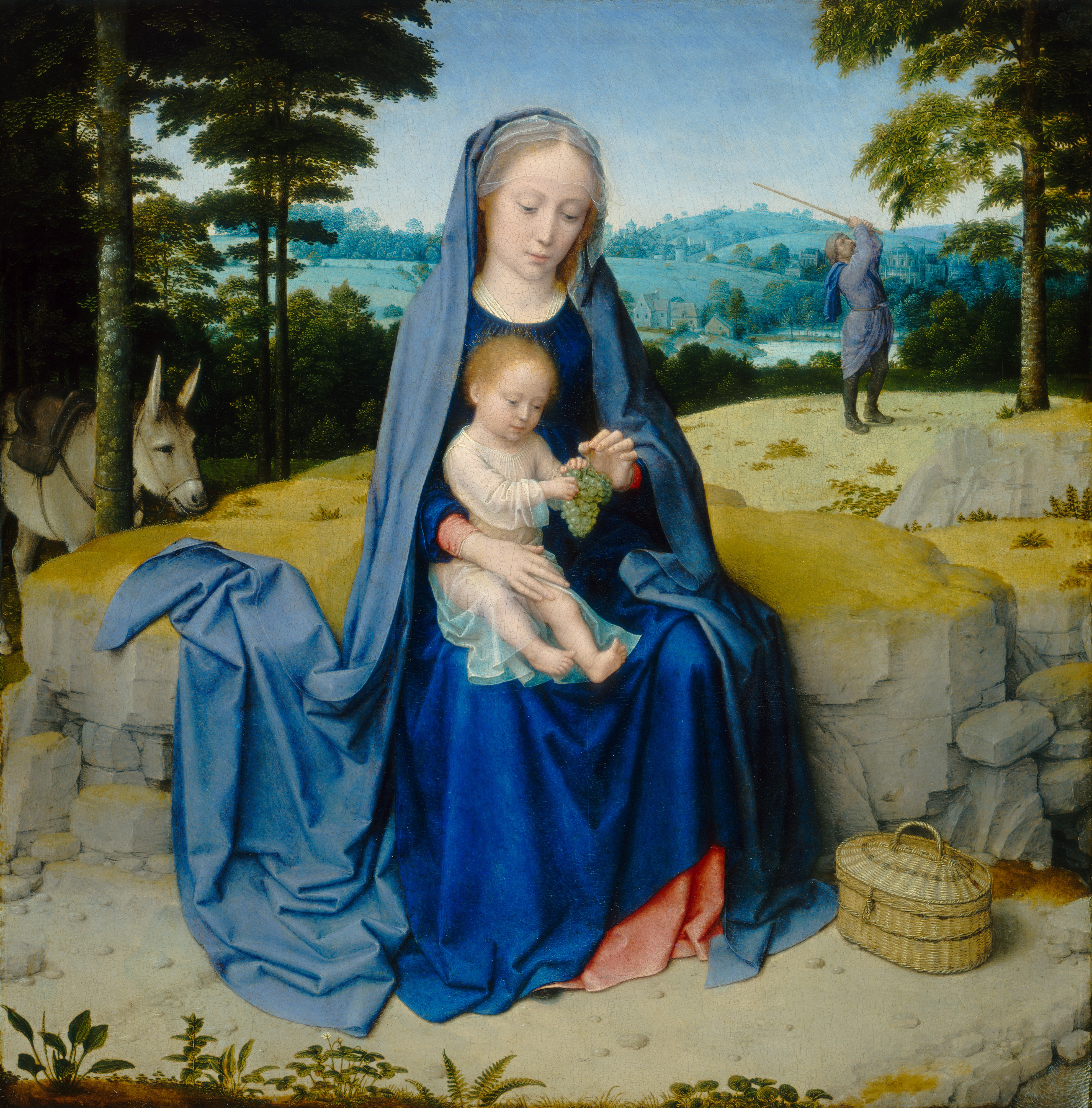
Descanso en la huida a Egipto, h. 1510, óleo sobre tabla, 45 × 44,5 cm, National Gallery de Washington.

Gerard David (Oudewater, h. 1460-Brujas, 13 de agosto de 1523) fue un pintor primitivo flamenco conocido por su brillante uso del color.

## Biografía
Nació en Oudewater, hoy ubicado en Utrecht. La mayor parte de su carrera tuvo lugar en Brujas, donde formaba parte del gremio de los pintores. A la muerte de Hans Memling en 1494, David se convirtió en el principal pintor de Brujas.
A principios de los años 1860, David fue rescatado del olvido por W. J. H. Weale, cuyas investigaciones en los archivos de Brujas aportaron muchos datos de la vida del pintor. Hoy existe evidencia documental de lo siguiente: David marchó a Brujas en 1483, presumiblemente desde Haarlem, donde había formado su primer estilo con Albert van Ouwater; se unió a la cofradía de san Lucas en Brujas en 1484 y se convirtió en su decano en 1501; en 1496 se casó con Cornelia Cnoop, hija del decano de la cofradía de los orfebres; se convirtió en uno de los ciudadanos prominentes de la ciudad; falleció el 13 de agosto de 1523 y fue enterrado en la Iglesia de Nuestra Señora en Brujas.

## Obra
En su etapa inicial, David siguió a artistas de Haarlem como Dirk Bouts, Ouwater y Geertgen tot Sint Jans, aunque ya había evidenciado su poder superior como colorista. A esta primera época pertenece el San Juan de la colección Kaufmann en Berlín y el San Jerónimo Saltings. En Brujas estudió y copió obras maestras de los hermanos Hubert y Jan van Eyck, Rogier van der Weyden, y Hugo van der Goes. Aquí cayó directamente bajo la influencia de Memling, el maestro a quien siguió más de cerca. Fue de él de quien David adquirió una solemnidad de tratamiento, mayor realismo en la representación de la forma humana y un arreglo ordenado de las figuras.
Otro maestro le influiría más tarde, cuando en 1515 visitó Amberes y quedó impresionado con la obra de Quentin Massys, que había introducido una mayor vitalidad e intimidad en la concepción de los temas sagrados. La Pietà de David en la National Gallery de Londres, y el Descendimiento de la Cruz en la colección Cavallo París (Guildhall, 1906), fueron pintadas por esta influencia y destacan por su sentido de movimiento dramático. Pero las obras en las que se basa la fama de David de manera más segura son los grandes retablos que pintó antes de su visita a Amberes: Los desposorios místicos de Santa Catalina, en la National Gallery; el tríptico de la Virgen entronizada con santos de la colección Brignole-Sale en Génova; la Anunciación de la colección Sigmaringen; y sobre todo, la Virgen con Ángeles y Santos, que pintó sin pedir retribución para las monjas carmelitas de Sion en Brujas, y que hoy en día se encuentra en el museo de Ruan.
Sólo unas pocas obras quedaron en Brujas: El Juicio de Cambises, El despellejamiento de Sisamnes, y el Bautismo de Cristo en el museo de la ciudad, y la Transfiguración en la iglesia de Nuestra Señora. El resto se encuentran dispersos por todo el mundo, y esto puede deberse al olvido en que cayó su nombre; esto, y el hecho de que, a pesar de toda la belleza y lo conmovedora que es su obra, no aporta nada nuevo a la historia del arte. Incluso en su mejor obra sólo aporta nuevas variaciones del arte de sus predecesores y de sus contemporáneos. Su rango entre los maestros fue renovado, sin embargo, cuando un considerable número de sus pinturas se juntaron en Brujas para una exposición en 1902 de los pintores flamencos primitivos.
En las Colecciones públicas españolas es posible encontrar algunos trabajos relacionados con el autor. El Museo del Prado cuenta con una tabla de su taller, un Descanso en la huida a Egipto, tema repetido por David en múltiples ocasiones. Es parecida a la que se conserva en el Museo de Bellas Artes de Amberes. Además, catalogadas como obras de un seguidor del maestro se encuentran La virgen con el niño y dos ángeles que la coronan, con fondo de oro en lugar de paisaje, una Crucifixión, y una Virgen con el niño, con antiguas atribuciones a Lucas van Leyden y Jan Gossaert, para la que se apunta la posibilidad de que el seguidor que utilizó modelos de David fuese Simon Bening. En el vecino Museo Thyssen-Bornemisza se encuentra una tabla correspondiente a una Crucifixión, datada en 1475.
En el Monasterio de El Escorial se encuentra un pequeño tríptico con La lamentación, San Juan Bautista y San Francisco. Por último, en la iglesia de San Gil en Burgos una pequeña tabla con la Lamentación sobre Cristo muerto habitualmente atribuida a Isenbrandt y que M. Ainsworth ha atribuido a David.

## Legado
Al tiempo de la muerte de David, la gloria de Brujas y sus pintores estaba decayendo: Amberes se había convertido en líder en el arte, la política y el comercio. De los alumnos de David en Brujas, sólo Isenbrant, A. Cornelis y Ambrosius Benson alcanzaron renombre. Entre otros pintores flamencos, Joachim Patinir y Jan Mabuse estuvieron, hasta cierto punto, influidos por él. Francisco Henriques fue un discípulo que emigró a Portugal alcanzando cierto renombre.
Eberhard Freiherr von Bodenhausen publicó en 1905 una monografía muy completa sobre Gerard David y su escuela (Múnich, F. Bruckmann), junto a un catálogo razonado de sus obras, que, después de un cuidadoso análisis, se reducen a un total de 43.

## Galería
- El rey Cambises y el juez Sisamnes
díptico
(tabla izquierda):
la captura del juez prevaricador,
1498,
Musée Communal, Brujas
- El rey Cambises y el juez Sisamnes
díptico
(tabla derecha):
el despellejamiento de Sisamnes,
1498,
Musée Communal, Brujas

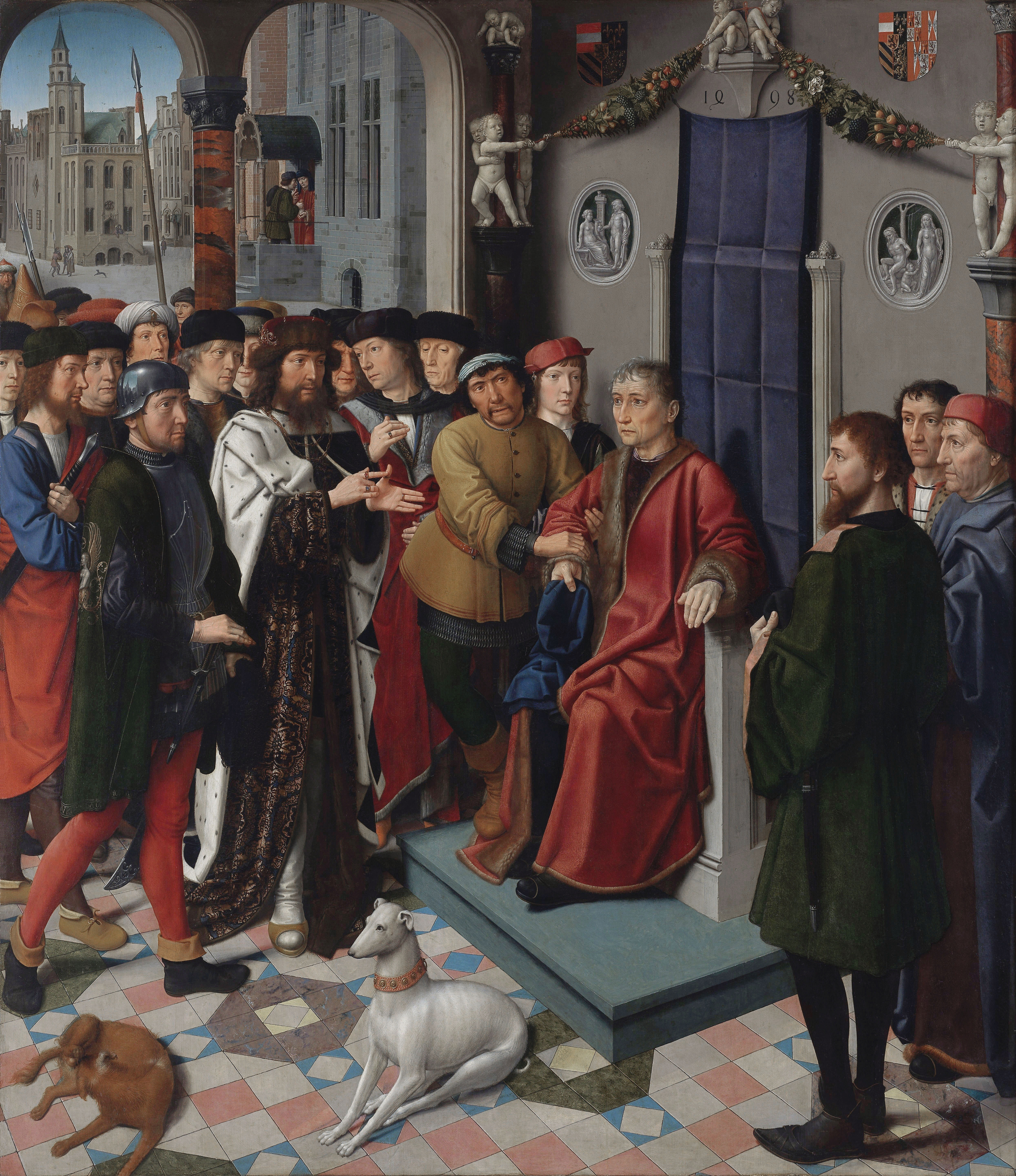
El rey Cambises y el juez Sisamnes díptico (tabla izquierda): la captura del juez prevaricador, 1498, Musée Communal, Brujas
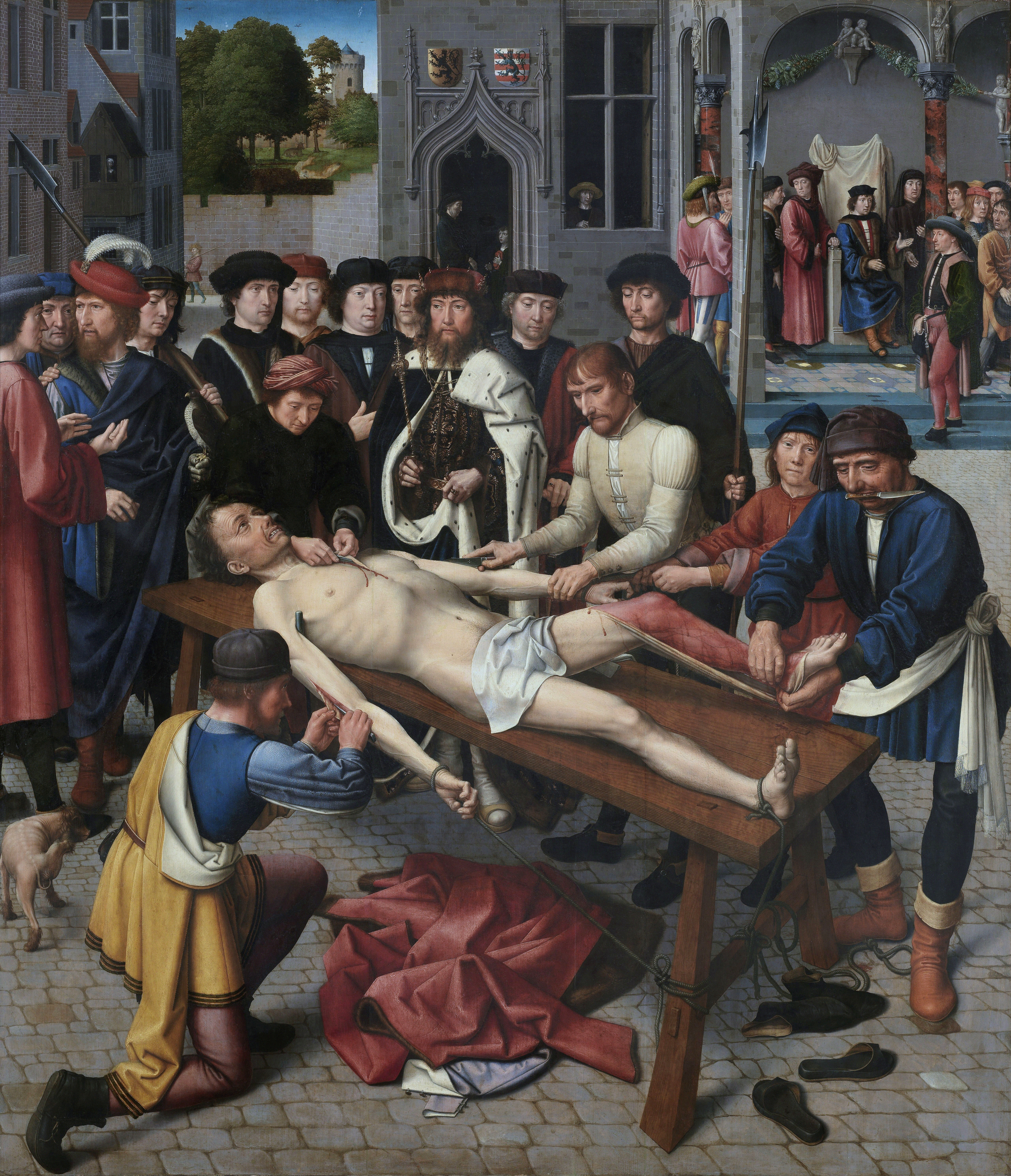
El rey Cambises y el juez Sisamnes díptico (tabla derecha): el despellejamiento de Sisamnes, 1498, Musée Communal, Brujas
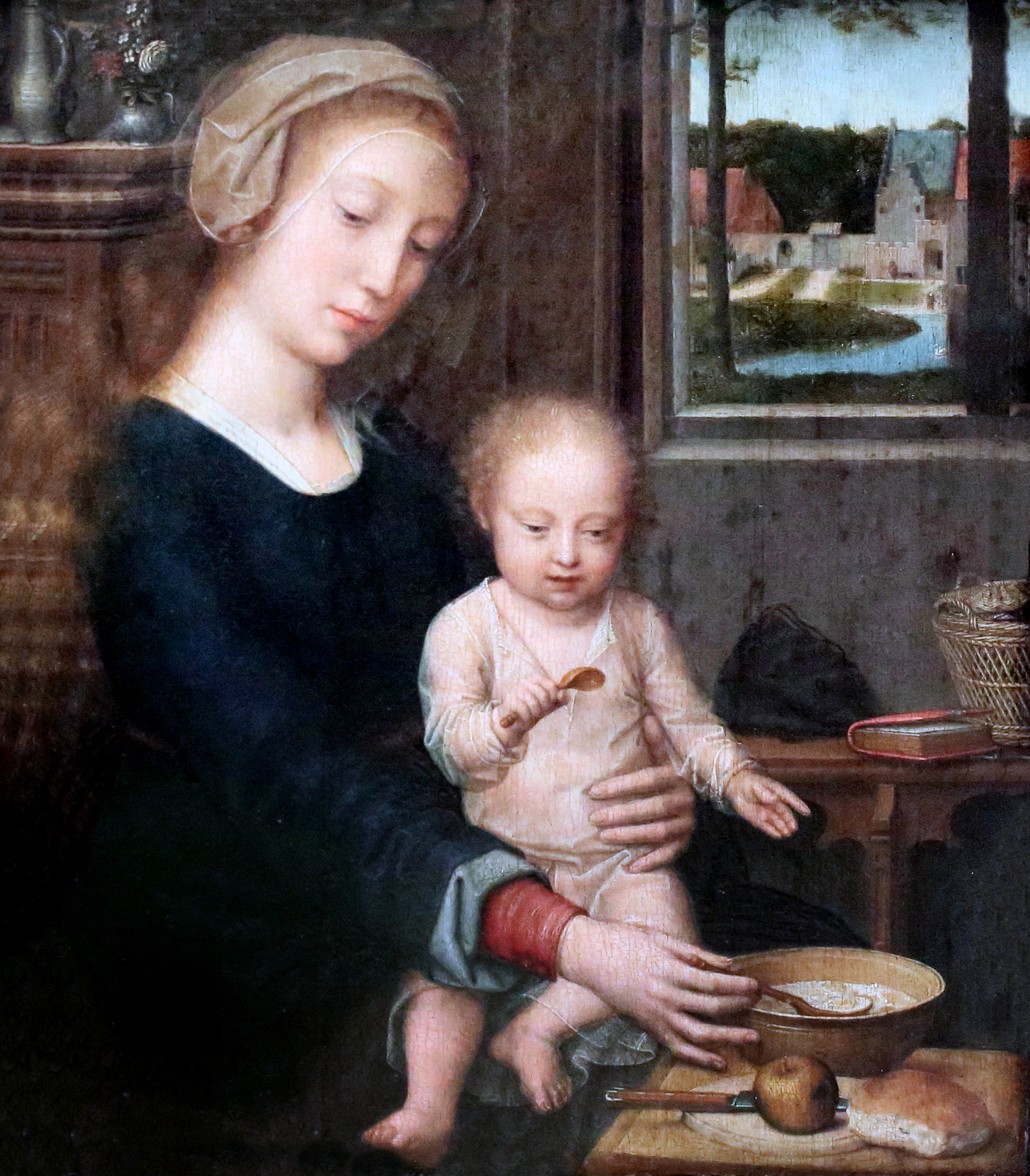
La Virgen con el Niño h. 1500-1510, Musée Royaux des Beaux-Arts, Bruselas
Descendimiento de la Cruz h. 1500-1510, National Gallery de Londres
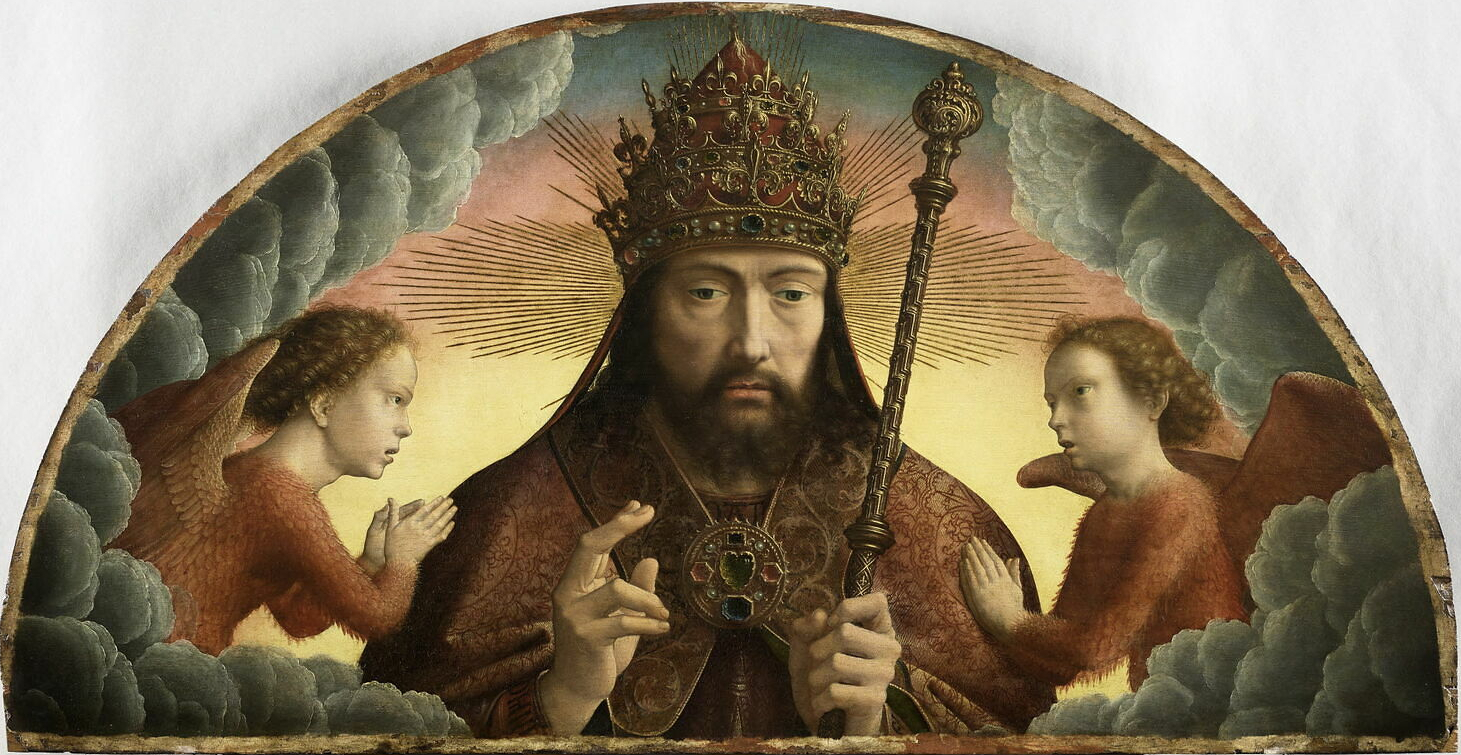
Dios Padre 1506, Museo del Louvre, París
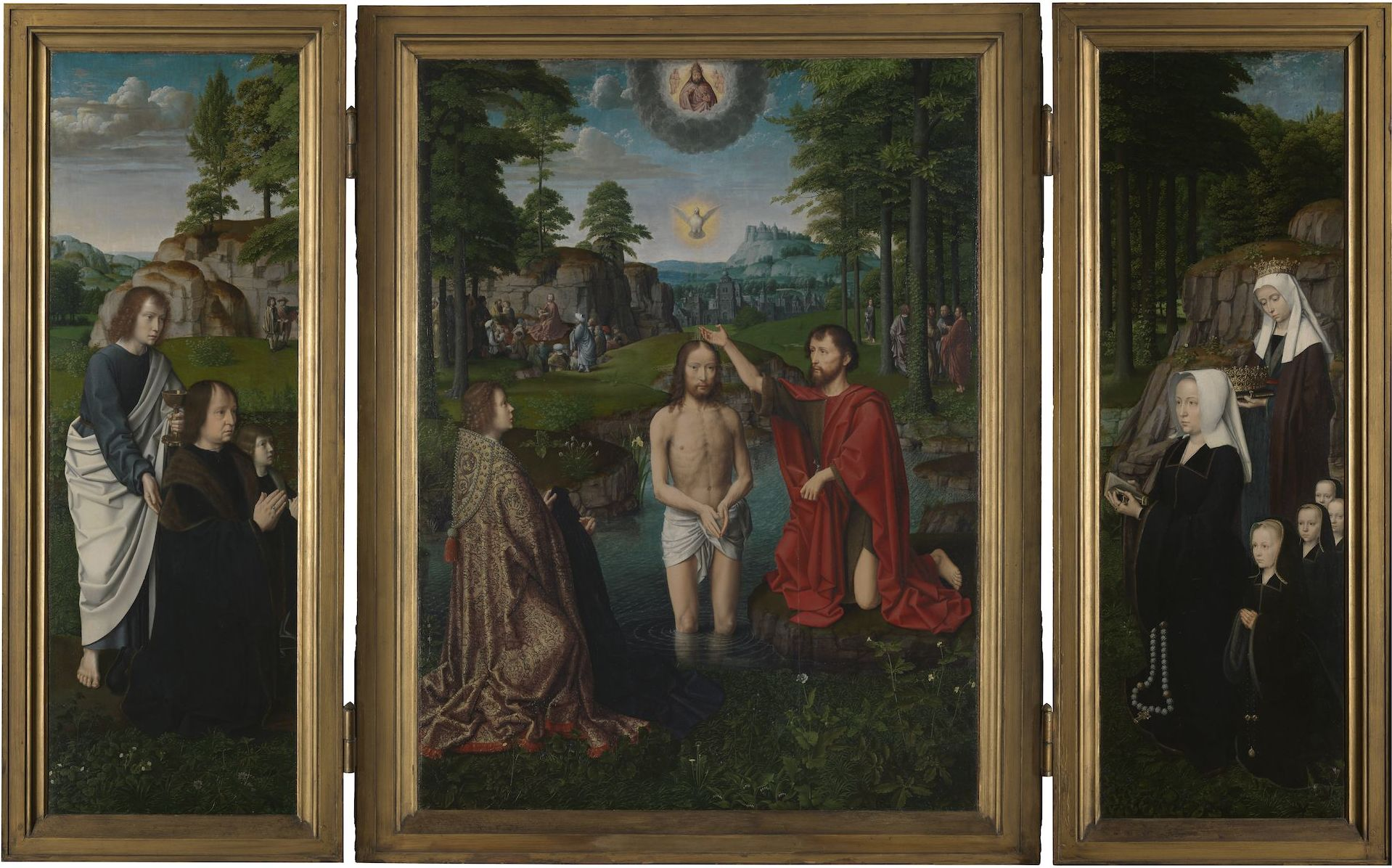
Retablo del Bautismo de Cristo 1502-1508, Musée Communal, Brujas
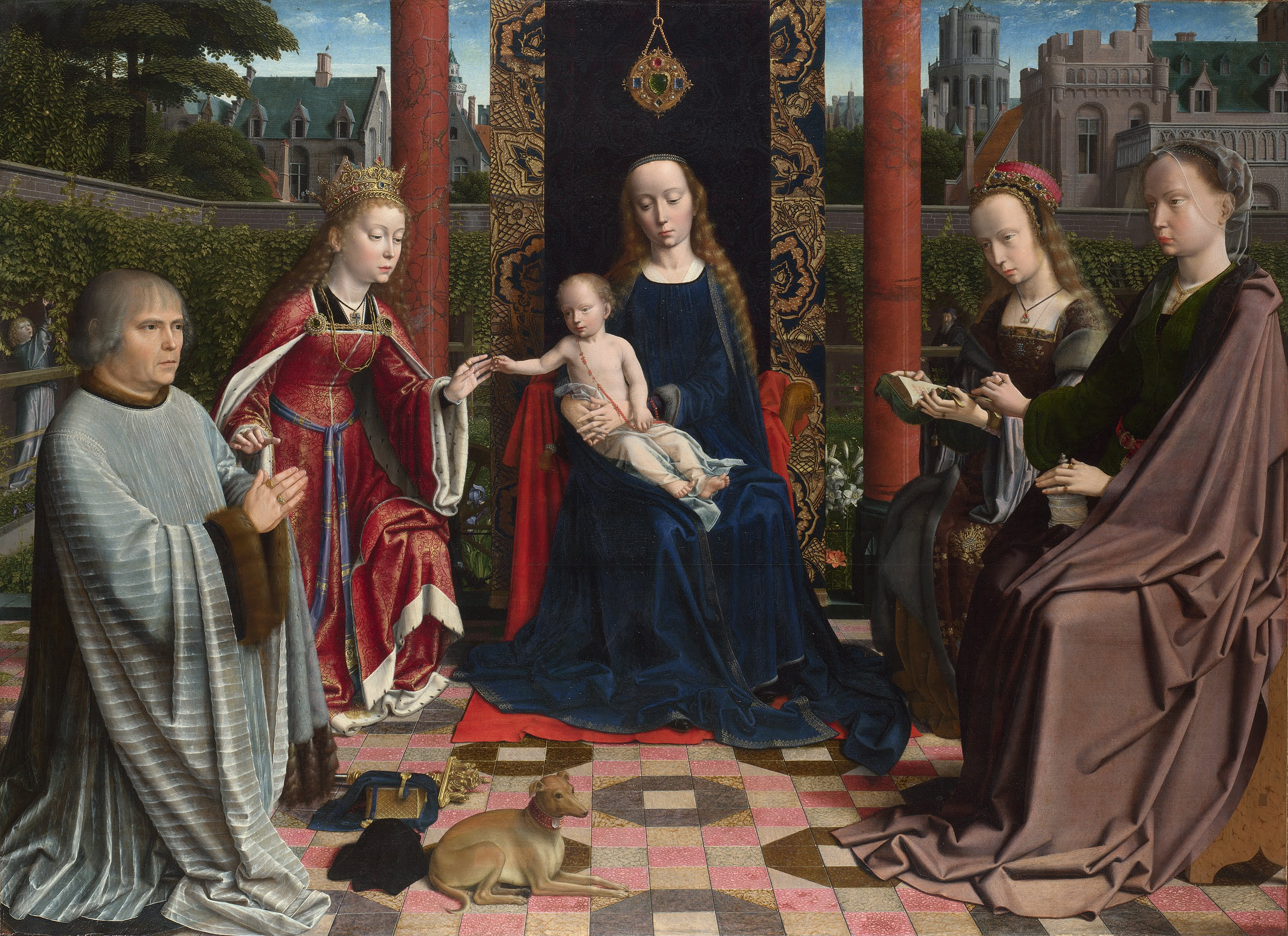
Los desposorios místicos de Santa Catalina 1505-1510, National Gallery de Londres
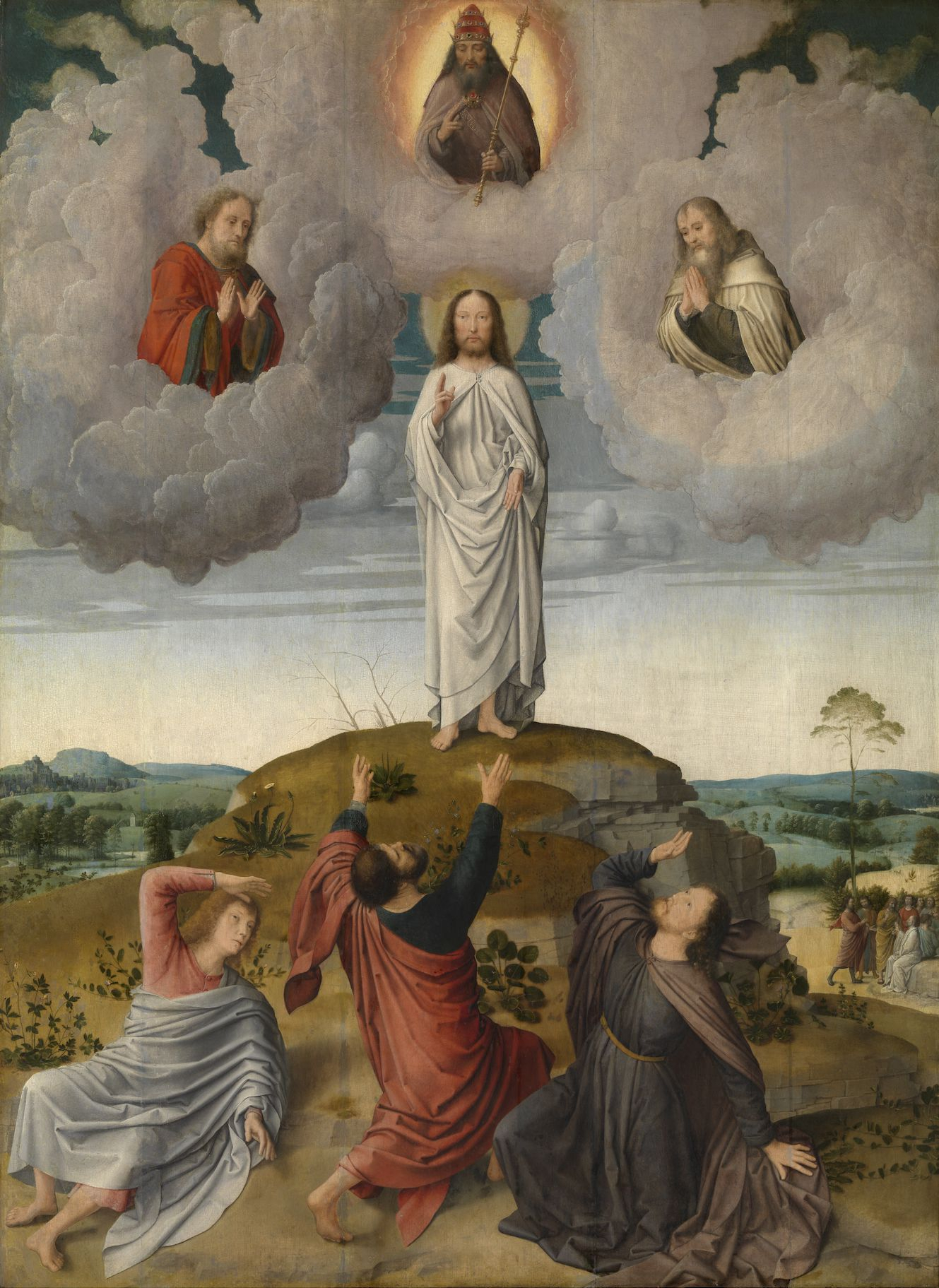
Transfiguración Iglesia de Nuestra Señora (Brujas)

- Transfiguración
Iglesia de Nuestra Señora (Brujas)